# IC 1951
IC 1951 је спирална галаксија у сазвјежђу Часовник која се налази на листи објеката дубоког неба у Индекс каталогу.
Деклинација објекта је - 53° 7' 34" а ректасцензија 3h 30m 56,4s. Привидна величина (магнитуда) објекта IC 1951 износи 16,3 а фотографска магнитуда 17,1. IC 1951 је још познат и под ознакама ESO 155-43, DRCG 45-1, PGC 13048.